# Sphaeronaemella horanszkyi
Sphaeronaemella horanszkyi är en svampart som tillhör divisionen sporsäcksvampar, och som först beskrevs av Sándor Tóth, och fick sitt nu gällande namn av Sándor Tóth. Sphaeronaemella horanszkyi ingår i släktet Sphaeronaemella, ordningen Microascales, klassen Sordariomycetes, divisionen sporsäcksvampar och riket svampar. Arten är reproducerande i Sverige.